# Medžed (ryba)

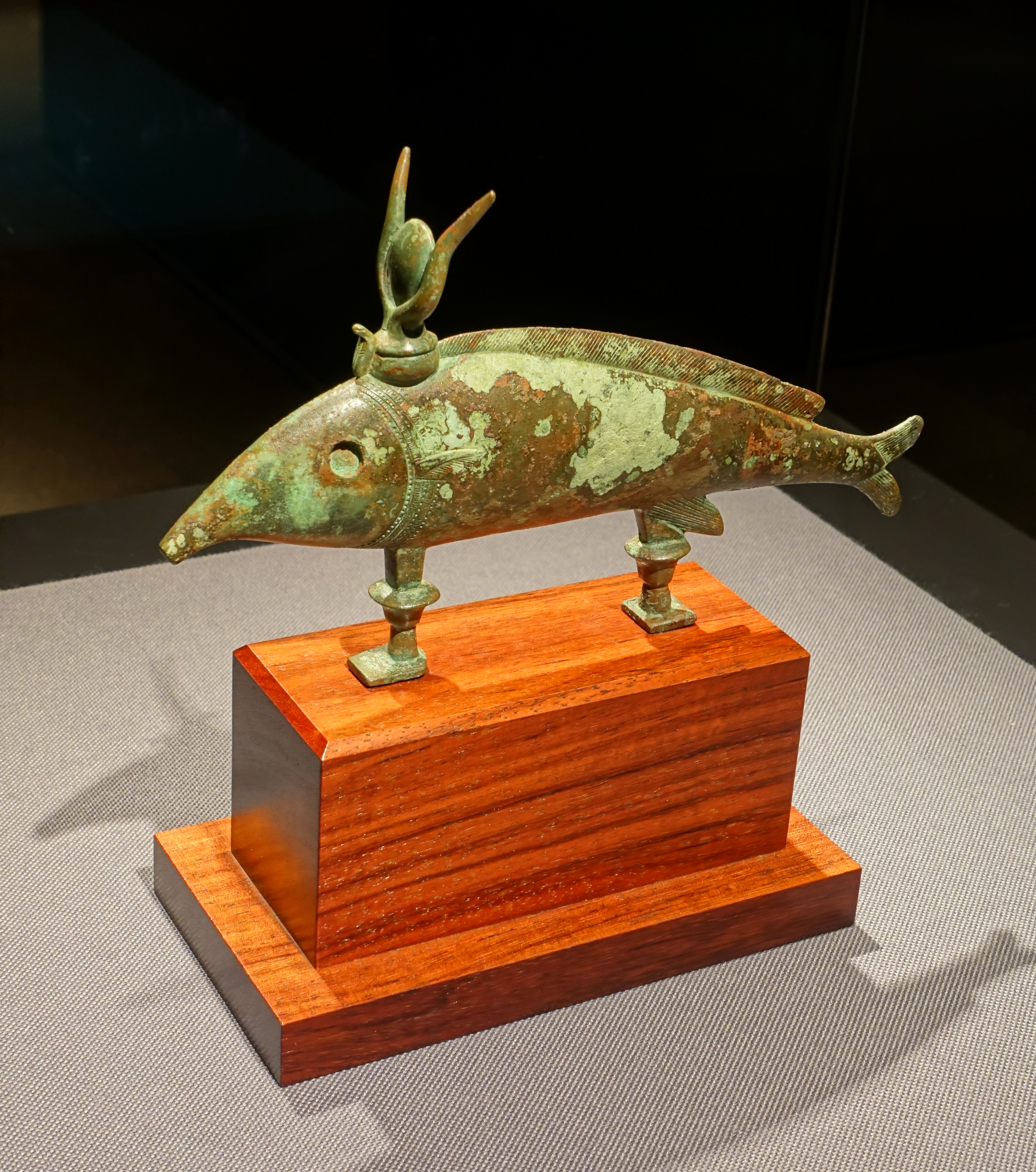

Medžed je staroegyptská posvátná ryba, zástupce čeledi rypounovitých. Uctívána byla hlavně ve městě Oxyrhynchu (Permedžedu), jehož egyptský název znamená „Dům Medžedův“.
Ve staroegyptské mytologii spolkla tato ryba Usirův pyj poté, co Usira rozsekav na kusy rozptýlil jeho bratr Sutech po celém Egyptě.